# Zooksantelle

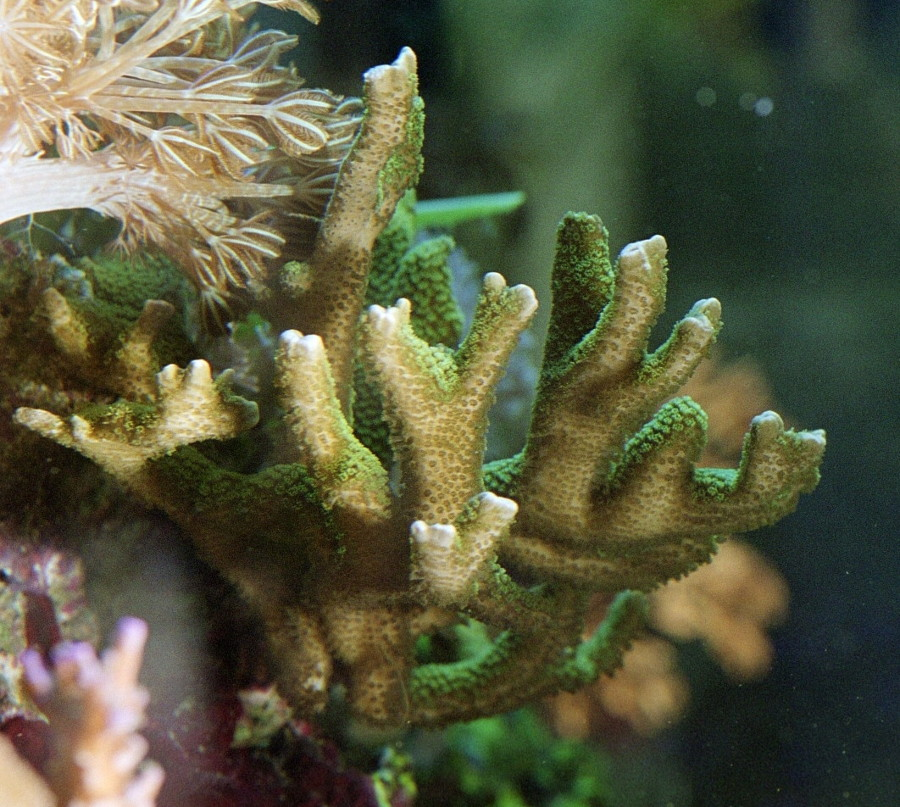
Montipora digitata

Zooksantelle (zooxanthellae) – jednokomórkowe, fotosyntetyzujące glony o żółtej lub brązowej barwie np. bruzdnice endosymbiotyczne, żyją w symbiozie z promienicami, koralowcami, niektórymi małżami (przydaczniowate), ślimakami tyłoskrzelnymi i innymi organizmami. Dostarczają im produkty syntezy w zamian za dostęp do światła.